# Автополигон (посёлок)

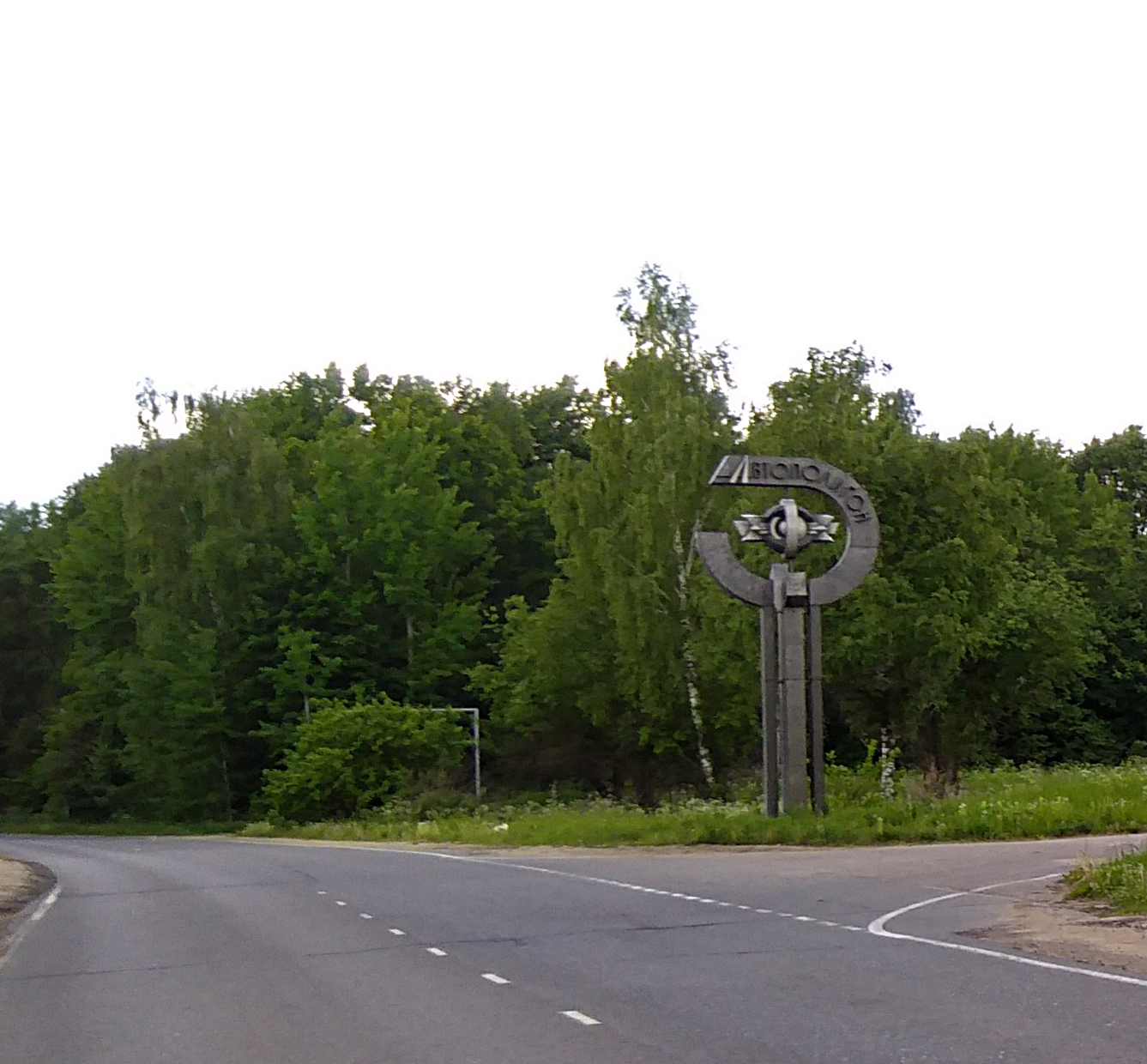
Стела при въезде.

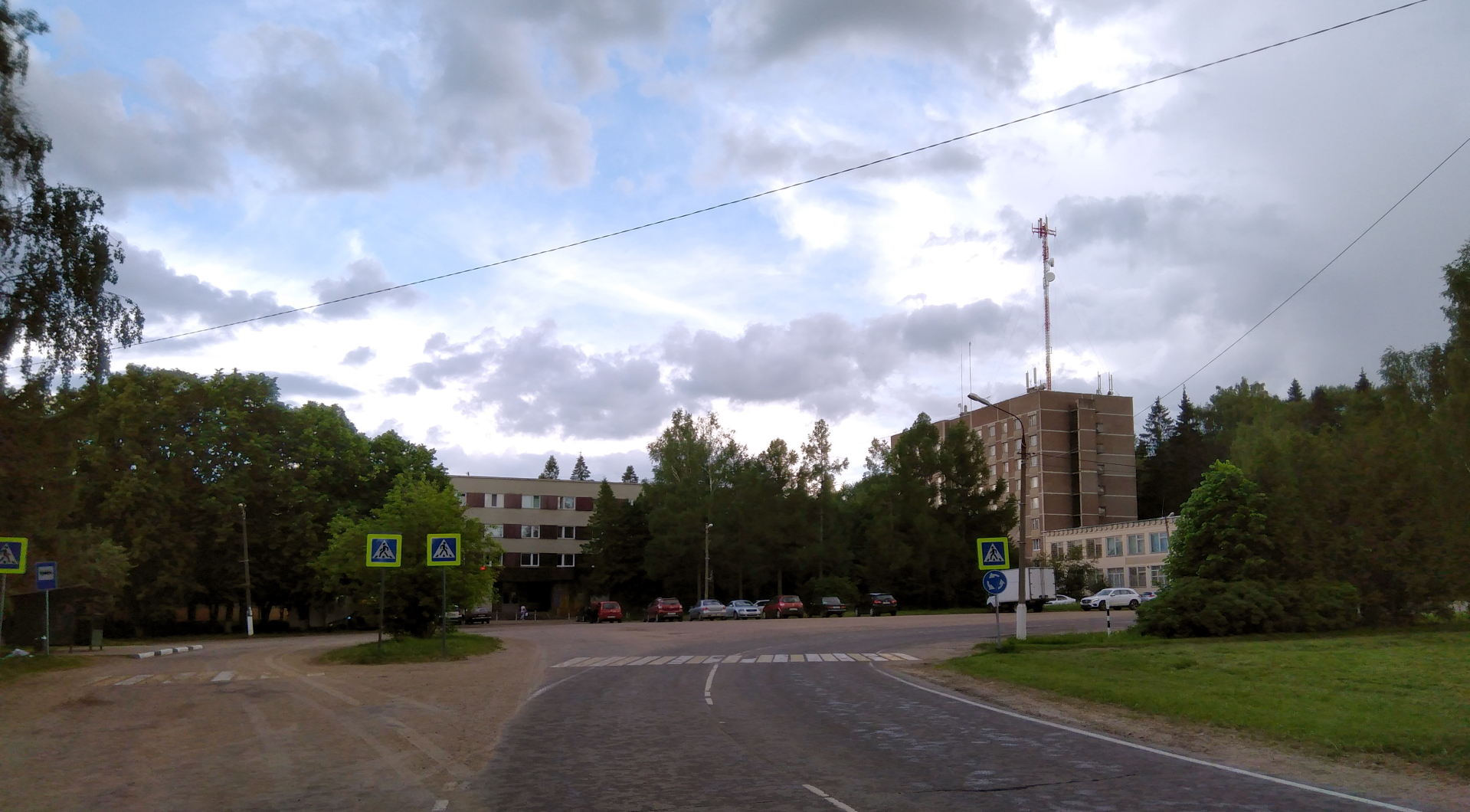
Июнь 2021 года.

Автополигон (ранее — посёлок НАМИ, Дмитров-7) — посёлок в Дмитровском районе Московской области, в составе сельского поселения Синьковское. До 2006 года посёлок входил в состав Синьковского сельского округа. В посёлке действует федеральный научно-исследовательский центр по испытаниям и доводке автомототехники (Автополигон «НАМИ»).

## Расположение
Посёлок расположен на западе центральной части района, примерно в 14 км западнее Дмитрова, на левом берегу реки Дятлинка, высота центра над уровнем моря 204 м. Ближайшие населённые пункты — практически вплотную на севере Юрьево и Пулиха в 1,5 км на юго-восток.

## Население
| 2002 | 2006  | 2010  |
| ---- | ----- | ----- |
| 2591 | ↗2608 | ↘1194 |

## Инфраструктура
Основан в 1964 году на землях Ново-Карцевского лесничества Дмитровского лесхоза. Посёлок представляет собой обширную территорию Автополигона и жилой зоны (многоэтажная застройка). Имеется автобусная конечная остановка маршрута № 41 (Дмитров—Автополигон).
В посёлке работают: начальная школа, детский сад № 68 «Ёлочка», дом культуры «Испытатель». Есть отделение Сбербанка № 2561/057.